# Отенит
Отенит, отунит — ураносодержащий минерал из класса фосфатов, относится к урановым слюдкам. Открыт в 1852 году; был назван по месту находки в городе Отён в департаменте Сона и Луара, Франция. Содержание UO3 в отените достигает 60 %. Является одной из руд урана.

## Физические свойства
Отенит относится к группе урановых слюдок — водных фосфатов, ванадатов и арсенатов меди, уранила, кальция и ряда других катионов. У минералов данной группы весьма совершенная, слюдоподобная спайность. Одним из поисковых признаков урановых месторождений выступает яркий цвет отенита, где он образуется в приповерхностных условиях.
Раскраска минерала разнообразна. Отенит окрашен в лимонно-жёлтый цвет с зелёными оттенками разной интенсивности. Часто в одном кристалле заметны зоны разного цвета. Кристаллам свойственна флюоресценция, которая отчётливо видна в ультрафиолетовом свете. Пластинчатые кристаллы отенита достаточно эластичны и способны сгибаться, не ломаясь. Растворяется в азотной кислоте, окрашивая раствор в зелёный цвет.

## Образование и сопутствующие минералы
Отенит образуется в зоне окисления урановых месторождений как вторичный продукт, замещая другие минералы урана, например уранинит. Встречаясь вместе с уранинитом, главной рудой урана, отенит добывается попутно с ним. Также совместно с минералом встречаются метаотенит (образуется при частичной потере воды у отенита), торбернит, метаторбернит, салеит и ураноцирцит.

## Месторождения
Существует множество месторождений отенита: Отён, Центральный массив, в департаменте Луара (Франция), Редрут и Сент-Остелл (Корнуолл, Англия), Яхимов и Циновец (Чехия), Шнееберг в Саксонии (Германия), пегматиты Мадагаскара. Лучшие коллекционные экземпляры отенита находят в руднике вблизи Спокана (штат Вашингтон, США); встречается в Португалии (Уржериса), Австралии (Рам-Джангл, Северная территория).